# Loretta Lynn
Loretta Lynn, geboren als Loretta Webb (Butcher Hollow, 14 april 1932 – Hurricane Mills, 4 oktober 2022), was een Amerikaans countryzangeres.

## Biografie
Loretta Lynn was de dochter van een mijnwerker. Crystal Gayle is een jongere zus.
In de jaren 1960 groeide Loretta Lynn uit tot een van de belangrijkste countryzangeressen. Ze schreef bijna al haar nummers zelf en putte daarbij rijkelijk uit haar turbulente leven. Begin jaren 1990 besloot zij het rustiger aan te gaan doen, maar in 2004 maakte zij een comeback met het album Van Lear Rose, dat zij maakte in samenwerking met Jack White van de groep The White Stripes.
In 1976 schreef Lynn haar autobiografie met als titel Coal Miner's Daughter. Vier jaar later werd het boek verfilmd. In de film werd zij gespeeld door Sissy Spacek, die voor haar vertolking een Oscar won. 
In 1983 werd Lynn opgenomen in de Nashville Songwriters Hall of Fame, in 1988 in de Country Music Hall of Fame, in 1992 in de Kentucky Music Hall of Fame en in 1998 in de Country Gospel Music Hall of Fame.
Ze overleed op 90-jarige leeftijd.
- Bibsys: 3026583
- Bibliothèque nationale de France: cb13896891m (data)
- CiNii: DA16879775
- Gemeinsame Normdatei: 12340326X
- International Standard Name Identifier: 0000 0001 1511 5618
- Library of Congress Control Number: n50039081
- MusicBrainz: 613260c3-d620-4645-94cd-33cd55f29b1e
- Nationale Bibliotheek van Tsjechië: xx0027789
- Nationale bibliotheek van Australië: 35317189
- Nationale Bibliotheek van Israël: 987007524931805171
- Nationale en Universitaire bibliotheek Zagreb: 000090754
- Nederlandse Thesaurus van Auteursnamen: 071235051
- Réseau des bibliothèques de Suisse occidentale: 02-A016251628
- Istituto Centrale per il Catalogo Unico: UBOV926036
- Système universitaire de documentation: 171856112
- Trove: 909434
- Virtual International Authority File: 69116139
- WorldCat: E39PBJtX6KFwrMwvY6M44PgtKd